# Гостыцын (гмина)
Гостыцын (пол. Gostycyn) — сельская гмина (волость) в Польше, входит как административная единица в Тухольский повет, Куявско-Поморское воеводство. Население — 5270 человек (на 2012 год).

## Территория
По данным на 1 января 2012 года территория гмины Гостыцын составляла 135,80 км2, в том числе:
пахотные земли — 61 %;
лесные угодья — 29 %.
1 января 2012 года среди 2479 польских муниципалитетов гмина Гостыцын занимала 829 место по площади и 1683 по численности населения.

## Транспорт
Главной коммуникационной осью муниципалитета является региональная дорога №237 (Черск—Монковарско), а сообщение между селами обеспечивает достаточно хорошо развитая сеть окружных и муниципальных автомобильных дорог. По территории проходит железнодорожная ветка №241 Тухоля—Короново, но регулярное движение по ней прекращено в 1992/93.

## Экономика
Основой экономики гмины является сельское хозяйство. В нем занято около 20 % работников. Отрасли народного хозяйства, также поглощающие значительную часть трудовых ресурсов — торговля и сфера обслуживания (17 % работников), образование (12 %) и строительство (10 %). Около 16 % населения в возрасте старше 15 лет является самозанятым.

## Сельские округа
1. Багеница пол. Bagienica
2. Гостыцын пол. Gostycyn
3. Лысково пол. Łyskowo
4. Мала-Клёня пол. Mała Klonia
5. Прущ пол. Pruszcz
6. Пширова пол. Przyrowa
7. Велька-Клёня пол. Wielka Klonia
8. Вельки-Мендромеж пол. Wielki Mędromierz
9. Каменица пол. Kamienica
10. Пила пол. Piła

## Прочие поселения
1. Каменица
2. Свит
3. Жулвинец
4. Мотыль

## Соседние гмины
1. Гмина Цекцын
2. Гмина Кенсово
3. Гмина Короново
4. Гмина Любево
5. Гмина Семпульно-Краеньске
6. Гмина Сосьно
7. Гмина Тухоля